# Sci di fondo al X Festival olimpico invernale della gioventù europea
Le gare di sci di fondo si sono svolte dal 13 al 18 febbraio 2011, a Vesec, nei pressi di Liberec. In programma sette gare.

## Podi
| Gara                              | Oro                                                                                   | Tempo                | Argento                                                       | Tempo            | Bronzo                                                                  | Tempo            |
| 7,5 km tecnica libera maschile    | Martin Weisheit                                                                       | 15'47"9              | Daniel Herzog                                                 | 15'49"7          | Roman Tarasov                                                           | 15'51"5          |
| 10 km tecnica classica maschile   | Antti Ojansivu                                                                        | 27'38"7              | Magnus Stensas                                                | 27'57"3          | Mathias Borgnes                                                         | 27'59"6          |
| Sprint maschile                   | Christoffer Lindvall                                                                  | Christoffer Lindvall | Artem Mal'tsev                                                | Artem Mal'tsev   | Lennart Metz                                                            | Lennart Metz     |
| 5 km tecnica libera femminile     | Hilde Losgård Landheim                                                                | 11'27"7              | Lea Einfalt                                                   | 11'46"1          | Sofia Henriksson                                                        | 11'46"7          |
| 7,5 km tecnica classica femminile | Sofia Henriksson                                                                      | 24'29"7              | Thea Krokan Murud                                             | 24'57"1          | Hilde Losgård Landheim                                                  | 25'02"9          |
| Sprint femminile                  | Stina Nilsson                                                                         | Stina Nilsson        | Sofia Henriksson                                              | Sofia Henriksson | Nathalie Schwarz                                                        | Nathalie Schwarz |
| Staffetta mista 4x5 km            | Norvegia Magnus Stensas Thea Krokan Murud Håvard Sosal Taugbol Hilde Losgård Landheim | 46'41"9              | Germania Daniel Herzog Eva Wolf Martin Weisheit Laura Gimmler | 47'15"1          | Russia Artem Mal'tsev Evgenija Oščepkova Roman Tarasov Lilija Vasil'eva | 47'20"8          |

## Medagliere
| Posizione | Paese     | Oro | Argento | {Bronzo | Totale |
| --------- | --------- | --- | ------- | ------- | ------ |
| 1         | Norvegia  | 2   | 2       | 2       | 6      |
| 2         | Svezia    | 2   | 1       | 1       | 4      |
| 3         | Finlandia | 2   | 0       | 0       | 2      |
| 4         | Germania  | 1   | 2       | 0       | 3      |
| 5         | Russia    | 0   | 1       | 2       | 3      |
| 6         | Slovenia  | 0   | 1       | 0       | 1      |
| 6         | Austria   | 0   | 0       | 1       | 1      |
|           | Germania  | 0   | 0       | 1       | 1      |
| Totale    | Totale    | 7   | 7       | 7       | 21     |